# Irina Avvakoumova
Pour les articles homonymes, voir Avvakumova.
Irina Andreïevna Avvakoumova (en russe : Ирина Андреевна Аввакумова), née le 14 septembre 1991 à Myza, est une sauteuse à ski russe, connue avant son mariage sous le nom d’Irina Taktaeva.

## Parcours sportif
Avant d'opter pour le saut à ski, elle avait pratiqué le ski de fond et le ski alpin.
Irina Taktaeva commence sa carrière en 2010, et prend son premier départ en Coupe du monde en décembre 2011 à Lillehammer.
En 2013, Irina Avvakoumova connaît ses premiers podiums en gagnant la Coupe continentale puis en se classant dans le top 3 lors des deux concours de Coupe du monde d'Hinterzarten remportant même à Tchaïkovski, en Russie une victoire le 4 janvier 2014. Elle est devenue à cette occasion, la première russe (hommes et femmes confondus) à gagner une manche de Coupe du monde. Elle participe ensuite au premier concours féminin de saut à ski aux Jeux olympiques à Sotchi en Russie, compétition qu'elle conclut au 16e rang. Lors de la saison suivante, elle ne compte qu'un podium au compteur en Coupe du monde au Mont Zaō, mais remporte les concours individuel et par équipes à l'Universiade en Slovaquie.
Durant la saison 2016-2017, elle est trois fois sur le podium en Coupe du monde, dont sur les deux concours sur grand tremplin à Oberstdorf.
En 2018, auteur d'une saison régulière (5e de la Coupe du monde et un podium à Zao), Avvakoumova prend la quatrième place du concours individuel des Jeux olympiques de Pyeongchang.
Elle décide ensuite de faire une pause à la compétition, avant de revenir au mois de janvier 2019.

## Palmarès

### Jeux olympiques
| Épreuve / Édition | Sotchi 2014                      | Pyeongchang 2018                 | Pékin 2022                         |
| Individuel        | 16e                              | 4e                               | 7e                                 |
| Par équipes mixte | Épreuve inexistante à cette date | Épreuve inexistante à cette date | Médaille d'argent, Jeux olympiques |

### Championnats du monde
| Épreuve / Édition  | Oslo 2011                        | Val di Fiemme 2013 | Falun 2015 | Lahti 2017 |
| Individuel         | 37e                              | 13e                | 11e        | 12e        |
| par équipes mixtes | Épreuve inexistante à cette date | 9e                 | 6e         | 6e         |

### Coupe du monde
- Meilleur classement général : 4e en 2014.
- 12 podiums individuels, dont 1 victoire.
- 3 podiums par équipes.

#### Classements généraux annuels
| Année | Rang |
| 2012  | 33e  |
| 2013  | 41e  |
| 2014  | 4e   |
| 2015  | 11e  |
| 2016  | 7e   |
| 2017  | 9e   |
| 2018  | 5e   |
| 2019  | 42e  |
| 2020  | 19e  |
| 2021  | 7e   |

#### Détail des victoires
| Année | Lieu                 |
| 2014  | Tchaïkovski (Russie) |

### Coupe continentale
- Meilleur classement général : 1re en 2013.
- 3 victoires à Örnsköldsvik en mars 2013.

### Championnats du monde junior
| Épreuve / Édition | Hinterzarten 2010 | Otepää 2011 |
| Individuel        | 38e               | 39e         |

### Universiades
- Trentin 2013 : 
  -  Médaille de bronze en individuel.
  -  Médaille d'or au concours par équipes.
- Strbske Pleso 2015 : 
  -  Médaille d'or en individuel.
  -  Médaille d'or au concours par équipes.